# Strančice (stacja kolejowa)
Strančice – stacja kolejowa w miejscowości Strančice, w kraju środkowoczeskim, w Czechach. Znajduje się na linii 221 Praga – Benešov u Prahy, na wysokości 410 m n.p.m.. Stacja jest w pełni przystosowana dla osób niepełnosprawnych.

## Linie kolejowe
- 221: Praga – Benešov u Prahy